# Simone Kuhn
Simone Kuhn (* 2. September 1980 in Nesslau, Schweiz) ist eine inzwischen nicht mehr aktive Schweizer Beachvolleyballspielerin.

## Karriere
Simone Kuhn spielte im Jahr 2000 erstmals international Beachvolleyball. Mit ihrer damaligen Partnerin Nicole Schnyder-Benoit wurde sie 2001 in Jesolo Vize-Europameisterin. Bei der EM 2002 in Basel belegte das Duo ebenso den fünften Rang wie ein Jahr später in Alanya. 2003 erreichten Kuhn und Schnyder-Benoit auch erstmals vordere Ränge bei der Welttour (Vierter in Japan und zweimal Fünfter). Ihren grössten gemeinsamen Erfolg feierten sie 2004 mit dem Gewinn der Europameisterschaft in Timmendorfer Strand. Sie nahmen auch gemeinsam an den Olympischen Spielen in Athen teil. Nach diesem erfolgreichen Jahr trennte sich das Duo und Lea Schwer wurde Kuhns neue Partnerin. Das von Jean-Charles Vergé-Dépré trainierte Duo wurde 2005 Siebter beim Grand Slam in Paris und schaffte 2006 drei neunte Plätze bei Grand-Slam-Turnieren. 2007 belegten Kuhn/Schwer den siebten Rang in Kristiansand. Bei der WM 2007 in Gstaad kamen sie jedoch trotz des Heimvorteils nicht über Platz 17 hinaus. Wegen der verletzungsbedingten Absage des österreichischen Duos Montagnolli/Swoboda qualifizierten sich Kuhn/Schwer kurzfristig noch für die Olympischen Spiele 2008. In Peking schieden sie allerdings sieglos nach der Vorrunde aus. Nach dem Rücktritt von Lea Schwer bildet Simone Kuhn seit 2009 zusammen mit Nadine Zumkehr ein neues Schweizer Nationalteam. In ihrem ersten gemeinsamen Jahr konnten sie bereits einige Top-Ten-Resultate auf der World Tour erzielen. Ausserdem wurden Kuhn/Zumkehr Schweizermeisterinnen und holten an der Europameisterschaft die Bronzemedaille. Mit dem Turniersieg am zweitletzten Saisonevent der FIVB World Tour in Sanya erreichte das Duo Kuhn/Zumkehr einen weiteren Karrierehöhepunkt. In der 18-jährigen Geschichte der World Tour stand zuvor noch kein Schweizer Beachvolleyball-Frauen-Team zuoberst auf dem Podest.

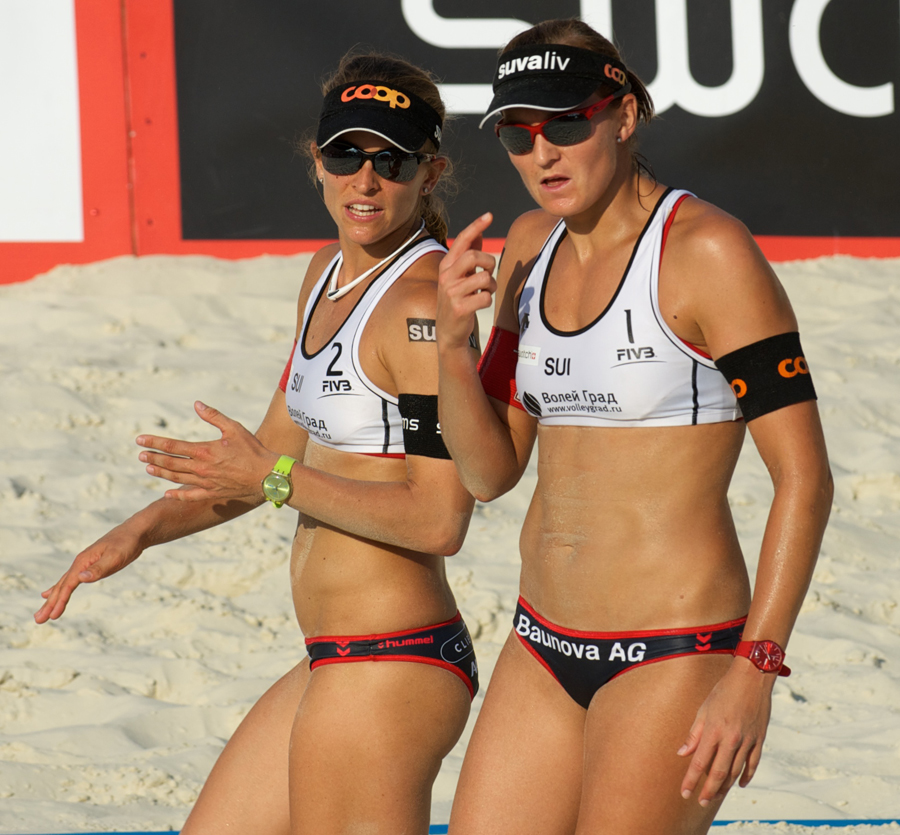
Simone Kuhn (r) mit Nadine Zumkehr, 2011

2012 siegten Kuhn/Zumkehr im Final des Grand Slam in Rom gegen Goller/Ludwig mit 21:12 und 21:18. Bei den Olympischen Spielen 2012 in London schieden sie mit 0:2 gegen Ross/Kessy (USA) im Achtelfinal aus und belegten damit den neunten Platz.
Die neunfache Schweizer Meisterin Simone Kuhn gab nach den Schweizer Meisterschaften 2012, wo sie Platz drei belegte, ihren Rücktritt vom Profi-Beachvolleyball bekannt. Ihre Einnahmen aus Preisgeldern übersteigen bis dato 500.000 $.

## Privat
Simone Kuhn studierte Lehramt mit den Fächern Sport, Englisch und Geographie.